# Чавдар Георгиев (архитект)
Чавдар Христов Георгиев е български архитект. На 9 юни 2023 г. е назначен за заместник-министър на културата в правителството на Николай Денков.

## Биография
Роден е на 9 октомври 1979 г. в Кюстендил. Завършва кюстендилската езикова гимназия „Др. Петър Берон“ през 1998 г. Завършва магистратура по архитектура 2004 г. в Университета по архитектура, строителство и геодезия и прекарва шестмесечна специализация в Атина.
Носител на множество архитектурни награди като: Национален конкурс „Сграда на годината“ 2013, като изпълнителен директор на „Главболгарстрой – Инженеринг“ ЕАД с проект реставрация на античен комплекс „Цари Мали град“ в категория „Културно-историческо наследство и сгради паметници на културата“, 2019 като управител на „Георгиев Дизайн Студио“ с проект спа комплекс „Белчински извор“ (Белчински бани) в категория „Хотели и ваканционни комплекси“, 2020 като управител на „Георгиев Дизайн Студио“ с проект хотел „Белчински извор“ в категория „Хотели и ваканционни комплекси“, 2022 като управител на „Георгиев Дизайн Студио“ с проект реставрация „Централна минерална баня Банкя“ в категория „Социална инфраструктура – здравеопазване“ и още много. Носител на награда „Български архитектурни награди“ с проект „Централна минерална баня Банкя“ (Банкя).
Награден е с отличието почетен гражданин на Кюстендил.